# Ars Organi
Ars Organi – Internationale Zeitschrift für das Orgelwesen (Abkürzung AO) ist eine deutschsprachige Zeitschrift. Sie erscheint viermal jährlich und wird seit 1952 von der Gesellschaft der Orgelfreunde herausgegeben. Sie ist neben Organ – Journal für die Orgel die wichtigste deutschsprachige Fachzeitschrift im Bereich der Geschichte des Orgelbaus und der Orgelmusik. Entsprechend den Zielen der Gesellschaft und dem „Weilheimer Regulativ“ (1957) setzt sich die Zeitschrift zudem für den Erhalt wertvoller historischer Orgeln ein.
Die Hefte im DIN-A4-Hochformat haben jeweils um die 70 Seiten Umfang. Fachaufsätze, die gut die Hälfte eines jeden Heftes ausmachen, widmen sich vor allem Orgelbauern und Orgelkompositionen. Die Vorstellung einzelner Orgeln umfasst Neubauten, Restaurierungen oder ihre Geschichte. Tagungsberichte, kleine Beiträge und Nachrichten schließen sich an. Jedes Heft beinhaltet Besprechungen von Büchern, Noten und Tonträgern sowie Hinweise auf Neuerscheinungen. Den Abschluss bilden Personalia und Hinweise auf Veranstaltungen der Gesellschaft der Orgelfreunde. Die reich bebilderten Hefte werden durch einen Innenteil mit Anzeigen von Orgelbauern und durch jährliche Beilagen mit Registern und Inhaltsverzeichnis und dem Orgelspiegel, der Orgelneubauten auflistet, ergänzt.